# Арнолд Рајх
Арнолд Рајх (Бингула, код Шида, 10. август 1907 — Београд, 9. октобар 1992) био је правник, учесник Народноослободилачке борбе, друштвено-политички радник СР Србије и СФР Југославије.

## Биографија
Рођен је у јеврејској породици, од оца Зигмунда, и мајке Катарине (девој. Розенцвајг). Соме имену додао је додатно име Павле, по рођеном брату који је са ужом породицом настрадао у логору Јасеновац.
Потекао је из сиромашне породице, и да би се издржавао морао је да ради. Испите је ванредно полагао на Правном факултету у Београду. Као млад оболео је од туберкулозе. па и поред тога успео је уочи рата да отвори адвокатску канцеларију у Руми. Пред крај 1941. године отишао је у партизане и добио је улогу обавештајног официра и илегална имена Грба и Црни. По ослобођењу је демобилисан.
У Покрајинском извршном већу прво је добио функцију повереника за финансије, а потом за правосуђе. У периоду 1950-1951. био је судија Врховног суда Југославије, а потом до 1963. Председник Врховног суда Војводине. Од 1963. до 1965. био је савезни секретар за правосуђе, а затим републички секретар за законодавство Србије, до 1969. Био је Први председник Савета Правног факултета у Новом Саду. Залагао се за премештање Правног факултета и целог Универзитета у Сремске Карловце.
По преласку у Београд постао је савезни секретар за правосуђе и секретар за законодавство СР Србије.
Био је члан управе фудбалског клуба "Војводина", а 1950-51. и председник клуба.